# Primera Autonómica de Navarra
La Categoría Primera Autonómica de Navarra constituye el sexto nivel de competición de la liga española de fútbol en Navarra.
Su organización corre a cargo de la Federación Navarra de Fútbol desde que fue creada en la temporada 2015-16.

## Sistema de competición
Se compone de un único grupo de 18 equipos. El sistema de competición es de liguilla a doble vuelta.
Hay tres ascensos y cuatro descensos. Los dos primeros clasificados ascienden a Tercera Federación mientras que el tercer ascenso sale del ganador de un playoff, a ida y vuelta, entre el tercer y cuarto clasificados.
Descienden a Preferente los cuatro últimos clasificados.

### Campeones y ascensos
| Primera Autonómica de Navarra | Primera Autonómica de Navarra | Primera Autonómica de Navarra | Primera Autonómica de Navarra | Primera Autonómica de Navarra | Primera Autonómica de Navarra                        | Primera Autonómica de Navarra                 | Primera Autonómica de Navarra |
| Temporada                     | Campeón                       | Campeón                       | Campeón                       | Campeón                       | Ascenso a Tercera                                    | Ascenso a Tercera                             | Ascenso a Tercera             |
| Temporada                     | Campeón                       | Campeón                       | Campeón                       | Campeón                       | Directo                                              | Promoción de ascenso                          | Vacante en Tercera            |
| ----------------------------- | ----------------------------- | ----------------------------- | ----------------------------- | ----------------------------- | ---------------------------------------------------- | --------------------------------------------- | ----------------------------- |
| 2015-16                       | C. D. Lourdes                 | C. D. Lourdes                 | C. D. Lourdes                 | C. D. Lourdes                 | C. D. Lourdes ● C. D. Idoya                          | C. A. Valtierrano                             | C. D. Corellano               |
| 2016-17                       | Beti Kozkor K. E.             | Beti Kozkor K. E.             | Beti Kozkor K. E.             | Beti Kozkor K. E.             | Beti Kozkor K. E. ● C. D. Gares                      | C. D. Baztán                                  |                               |
| 2017-18                       | C. D. Beti Onak               | C. D. Beti Onak               | C. D. Beti Onak               | C. D. Beti Onak               | C. D. Beti Onak ● C. D. Avance Ezcabarte             | C. D. Alesves                                 |                               |
| 2018-19                       | C. D. Peña Azagresa           | C. D. Peña Azagresa           | C. D. Peña Azagresa           | C. D. Peña Azagresa           | C. D. Peña Azagresa ● C. D. Fontellas                | C. D. Lourdes                                 | C. D. Murchante               |
| 2019-20                       | C. D. Cantolagua              | C. D. Cantolagua              | C. D. Cantolagua              | C. D. Cantolagua              | C. D. Cantolagua ● C. D. River Ega ● F. C. Bidezarra |                                               |                               |
| Temporada                     | Campeones de grupos           | Campeones de grupos           | Campeones de grupos           | Campeones de grupos           | Ascenso a Tercera Federación                         | Ascenso a Tercera Federación                  | Ascenso a Tercera Federación  |
| Temporada                     | Campeones de grupos           | Campeones de grupos           | Campeones de grupos           | Campeones de grupos           | Directo                                              | Promoción de ascenso                          | Vacante en Tercera Federación |
| 2020-21                       | G1                            | C. D. Avance Ezcabarte        | G2                            | C. D. Azkoyen                 | C. D. Avance Ezcabarte ● C. D. Azkoyen               | C. D. Gares                                   |                               |
| 2021-22                       | G1                            | S. D. Lagunak                 | G2                            | C. D. Alesves                 |                                                      | S. D. Lagunak ● C. D. Oberena ● C. D. Alesves |                               |
| 2021-22                       | G3                            | C. D. Oberena                 | C. D. Oberena                 | C. D. Oberena                 |                                                      | S. D. Lagunak ● C. D. Oberena ● C. D. Alesves |                               |
| 2022-23                       | G1                            | F. C. Bidezarra               | G2                            | Beti Kozkor K. E.             |                                                      | F. C. Bidezarra ● C. D. Lerinés               | Beti Kozkor K. E.             |
| 2023-24                       | Rotxapea C. D.                | Rotxapea C. D.                | Rotxapea C. D.                | Rotxapea C. D.                | Rotxapea C. D. ● U. D. Mutilvera "B"                 | C. D. Gares                                   |                               |
| 2024-25                       | C. D. Aoiz                    | C. D. Aoiz                    | C. D. Aoiz                    | C. D. Aoiz                    | C. D. Aoiz ● C. D. Avance Ezcabarte                  | C. D. Oberena                                 |                               |

### Palmarés
Nota: indicados en negrita los clubes que continúan en activo.
| Club                   | Títulos | Años                  |
| ---------------------- | ------- | --------------------- |
| Beti Kozkor K. E.      | 2       | 2016-17, 2022-23 (G2) |
| C. D. Lourdes          | 1       | 2015-16               |
| C. D. Beti Onak        | 1       | 2017-18               |
| C. D. Peña Azagresa    | 1       | 2018-19               |
| C. D. Cantolagua       | 1       | 2019-20               |
| C. D. Avance Ezcabarte | 1       | 2020-21 (G1)          |
| C. D. Azkoyen          | 1       | 2020-21 (G2)          |
| S. D. Lagunak          | 1       | 2021-22 (G1)          |
| C. D. Alesves          | 1       | 2021-22 (G2)          |
| C. D. Oberena          | 1       | 2021-22 (G3)          |
| F. C. Bidezarra        | 1       | 2022-23 (G1)          |
| Rotxapea C. D.         | 1       | 2023-24               |
| C. D. Aoiz             | 1       | 2024-25               |